# Murray, Kentucky
Murray là một thị trấn nhỏ thuộc hạt Calloway, bang Kentucky, Hoa Kỳ, với dân số 16,557 người (ước tính 2009); thị trấn là thủ phủ của hạt Calloway và có trường Đại học Murray